# Elías Torres
Elías Torres Tur (Elies Torres i Tur)  (n. Ibiza, 1944  -  ) es un destacado arquitecto español.

## Biografía
Realizó sus estudios de arquitectura en la Escuela Técnica Superior de Arquitectura de Barcelona (ETSAB), obteniendo el título de Arquitecto en 1968 y de Doctor en 1993. Profesor titular del Departamento de Proyectos de su alma mater.
Socio de José Antonio Martínez Lapeña & Elías Torres Architects, junto a su compañero José Antonio Martínez Lapeña.
Autor de la Placa Fotovoltaica del Fórum 2004 en Barcelona, de las escaleras de La Granja (Toledo) y del baluarte de Ses Voltes en Palma de Mallorca.
Su criticada remodelación de la Alameda de Hércules de Sevilla, en 2007, arrasó un espacio histórico, convirtiéndolo  en un paseo gris, sin alma y sin vida.

## Obras[2]
- Hubiera preferido invitarles a cenar. (2006)
- Luz cenital (2005)

## Premios y reconocimientos
- 2008: Premio Ramon Llull.
- 2016: Premio Nacional de Arquitectura